# Боротьба на літніх Олімпійських іграх 1906
Змагання з боротьби на Позачергових Олімпійських іграх 1906 року проходили з 25 до 30 квітня на стадіоні Панатінаїкос в Афінах.
Змагання проводилися лише з греко-римської боротьби в чотирьох вагових категоріях — легкій, середній, важкій і абсолютній.
Турнір викликав великий інтерес не лише у грецьких вболівальників, але й в учасників інших змагань. Сутички тривали довго після заходу сонця; ні борці, ні судді, ні вболівальники не хотіли, щоб матчі припинялися. Фінали проводились наступного дня, щоб вболівальники могли їх добре побачити.
30 квітня вібувся поєдинок за звання абсолютного чемпіона між переможцями турніру у важкій вазі — Сереном Єнсеном і середній — Вернером Векманом. Переміг більш важкий Єнсен.
Вього у змаганнях взяли участь 36 борців (всі чоловіки) з 11 країн. Найбільше були представлені господарі турніру Греція — 9 учасників, Австрія виставила 8 спортсменів.
- Наймолодший учасник: Ференц Голубан (Угорщина; 18 років, 208 днів).
- Найстаріший учасник: Генрі Баур (Австрія; 33 роки, 163 дні).

Найбільше медалей здобули Данія та Австрія — по чотири, але Данія виграла дві золоті нагороди проти однієї в Австрії.

## Медалі

#### Греко-римська боротьба
| Вага                                      | Золото                    | Срібло                     | Бронза                    |
| ----------------------------------------- | ------------------------- | -------------------------- | ------------------------- |
| Вагова категорія до 75 кг (легка вага)    | Рудольф Ватцль · Австрія  | Карл Карлсен · Данія       | Ференц Голубан · Угорщина |
| Вагова категорія до 85 кг (середня вага)  | Вернер Векман · Фінляндія | Рудольф Ліндмаєр · Австрія | Роберт Беренс · Данія     |
| Вагова категорія понад 85 кг (важка вага) | Серен Єнсен · Данія       | Анрі Баур · Австрія        | Марсель Дюбуа · Бельгія   |
| Абсолютна вагова категорія                | Серен Єнсен · Данія       | Вернер Векман · Фінляндія  | Рудольф Ватцль · Австрія  |

## Медальний залік
| Місце               | Країна              | Золото | Срібло | Бронза | Загалом |
| ------------------- | ------------------- | ------ | ------ | ------ | ------- |
| 1                   | Данія (DEN)         | 2      | 1      | 1      | 4       |
| 2                   | Австрія (AUT)       | 1      | 2      | 1      | 4       |
| 3                   | Фінляндія (FIN)     | 1      | 1      | 0      | 2       |
| 4                   | Бельгія (BEL)       | 0      | 0      | 1      | 1       |
| 4                   | Угорщина (HUN)      | 0      | 0      | 1      | 1       |
| Загалом (5 збірних) | Загалом (5 збірних) | 4      | 4      | 4      | 12      |

## Учасники
| - Австрія — 8 - Бельгія — 3 - Богемія — 2 - Данія — 3 | - Єгипет — 1 - Греція — 9 - Німеччина — 2 - США — 2 | - Угорщина — 3 - Фінляндія — 1 - Франція — 2 |